# Pantonyssus glabricollis
Pantonyssus glabricollis är en skalbaggsart som beskrevs av Fuchs 1961. Pantonyssus glabricollis ingår i släktet Pantonyssus och familjen långhorningar. Inga underarter finns listade i Catalogue of Life.